# Јоел Ериксон Ек
Јоел Ериксон Ек (швед. Joel Eriksson Ek — Карлстад, 29. јануар 1997) професионални је шведски хокејаш на леду који игра на позицијама левог крила и центра.
Члан је сениорске репрезентације Шведске за коју је на међународној сцени дебитовао на светском првенству 2017. године, турниру на ком је селекција Шведске освојила златну медаљу.
Пре него што је започео професионалну сениорску каријеру у Ферјестаду прошао је кроз све млађе селекције клуба. Године 2015. учествовао је на улазном драфту НХЛ лиге где га је као 20. пика у првој рунди одабрала екипа Минесота вајлдса. Годину дана касније дебитовао је у НХЛ лиги.